# Ulu-moskee (Bergen op Zoom)
De Ulu-moskee in de Nederlandse stad Bergen op Zoom is sinds 1984 actief als gebedshuis en cultureel centrum voor de Turks-Nederlandse gemeenschap. Deze was eerst gevestigd in het gebouw van de voormalige Hollandia melkfabriek aan de Bruinevisstraat. In 2009 werd een nieuwe moskeegebouw gebouwd aan de Van Heelulaan, waar de religieuze instelling naar toe verhuisde.

## Nieuwe moskee
De nieuwe moskee is een multifunctioneel gebouw en bevindt zich in een parkachtige locatie, waar tot 2016 ook de Goddelijke Voorzienigheidskerk aanwezig was. Het moskeegebouw bestaat uit twee delen: een rond gebedsdeel en een multifunctioneel deel. De beide bouwdelen zijn uitgevoerd in wit stucwerk met verwijzingen naar de Ottomaanse architectuur. Deze massa's worden bij elkaar gehouden door een rode metselwerkschil, het 'Hollandse' element, eindigend in een minaret. De nieuwe moskee is gebouwd met behulp van giften vanuit de Turkse gemeenschap van Bergen op Zoom.
De Ulu-moskee is verbonden aan de Islamitische Stichting Nederland, die verbonden is met de Diyanet.